# Duit
Duit (zapis stylizowany: Du:it), właściwie Piotr Krygier (ur. 27 maja 1987 w Białymstoku) – polski producent muzyczny, kompozytor i DJ.
Współpracował z takimi wykonawcami, jak Taco Hemingway, Quebonafide, Daria Zawiałow, PRO8L3M, Natalia Nykiel, Sokół, Bovska, Otsochodzi, Beata Kozidrak, Mrozu, Kizo, czy Hania Rani.

## Życiorys
Szerszej publiczności pokazał się trafiając w roku 2012 na wydawnictwo „Niewidzialna Nerka”. W tym samym roku stał się absolwentem Red Bull Music Academy Bass Camp. Później pojawił się na kompilacjach duetu Flirtini, Heartbreakhes & Promises oraz Heartbreakhes & Promises 2.
W roku 2016 wydał nakładem wytwórni MOST, swój debiutancki album producencki „Now I’m here”. Gośćmi na albumie byli między innymi nowojorki wokalista Jesse Boykins III, Dawid Podsiadło, Rosalie., czy Vito Bambino.
W 2020 roku wyprodukował utwór „Bubbletea” dla Quebonafide oraz Darii Zawiałow, który stał się najczęściej słuchanym utworem na Spotify tego roku.
W 2022 skomponował muzykę do serialu wyprodukowanego dla Netflix „Gang Zielonej Rękawiczki”.
Tworzy muzykę do polskich i światowych kampanii reklamowych. Trzykrotny zdobywca nagrody KTR za muzykę do krótkich form filmowych i reklamowych (2014, 2019, 2020).

## Dyskografia

### Albumy
| Rok                            | Tytuł                                                     | Pozycja na liście |
| Rok                            | Tytuł                                                     | POL               |
| ------------------------------ | --------------------------------------------------------- | ----------------- |
| 2016                           | Now I’m Here - Data: 28 października 2016 - Wydawca: MOST | –                 |
| „–” pozycja nie była notowana. |                                                           |                   |

### Single
| Rok  | Tytuł                                                                                             | Pozycja na liście Olis | Tytuł                             | Certyfikat                |
| ---- | ------------------------------------------------------------------------------------------------- | ---------------------- | --------------------------------- | ------------------------- |
| 2014 | Heartbreaks & Promises - Data: 14 kwietnia 2014 - Wydawca: Asfalt Records                         |                        | Django,Handle with Care           |                           |
| 2014 | Heartbreaks & Promises vol. 2 - Data: 24 listopada 2014 - Wydawca: Asfalt Records                 | 29                     | Halayo, FJB                       |                           |
| 2017 | Nowy kolor - Data: 24 listopada 2017 - Wydawca: Asfalt Records - Format: CD, LP, digital download | 7                      |                                   | ZPAV: platynowa płyta     |
| 2018 | Heartbreaks & Promises vol. 4 - Data: 20 kwietnia 2018 - Wydawca: Asfalt Records                  | 22                     | Panton (feat. Klaudia Szafrańska) |                           |
| 2018 | Tęskno – Mi                                                                                       |                        | Razem                             |                           |
| 2019 | Wojtek Sokół - Data: 15 lutego 2019 - Wydawca: Prosto - Format: CD, digital download              | 1                      | Za ręce                           | - POL: 3× platynowa płyta |
| 2021 | Nic - Data: 19 listopada 2021 - Wydawca: Prosto - Format: CD, digital download                    | 1                      |                                   | - POL: 2× platynowa płyta |